# روسیلیونه
روسیلیونه (به ایتالیایی: Rossiglione) یک کومونه در ایتالیا است که در استان جنوا واقع شده‌است. روسیلیونه ۴۷٫۲ کیلومتر مربع مساحت و ۲٬۹۴۶ نفر جمعیت دارد و ۳۰۰ متر بالاتر از سطح دریا واقع شده‌است.